# (162) Laurentia
(162) Laurentia ist ein Asteroid des äußeren Hauptgürtels, der am 21. April 1876 vom französischen Astronomen Prosper-Mathieu Henry am Pariser Observatorium entdeckt wurde.
Der Asteroid wurde benannt zu Ehren des Amateurastronomen Joseph Jean Pierre Laurent aus Nîmes, dem Entdecker von (51) Nemausa.

## Wissenschaftliche Auswertung
Aus Ergebnissen der IRAS Minor Planet Survey (IMPS) wurden 1992 erstmals Angaben zu Durchmesser und Albedo für zahlreiche Asteroiden abgeleitet, darunter auch (162) Laurentia, für die damals Werte von 99,1 km bzw. 0,05 erhalten wurden. Eine Auswertung von Beobachtungen durch das Projekt NEOWISE im nahen Infrarot führte 2011 zu vorläufigen Werten für den Durchmesser und die Albedo im sichtbaren Bereich von 104,0 km bzw. 0,05. Nachdem die Werte 2012 auf 101,3 km bzw. 0,05 korrigiert worden waren, wurden sie 2014 auf 97,0 km bzw. 0,06 geändert. Nach der Reaktivierung von NEOWISE im Jahr 2013 und Registrierung neuer Daten wurden die Werte 2016 angegeben mit 89,6 km bzw. 0,05, diese Angaben beinhalten aber hohe Unsicherheiten.

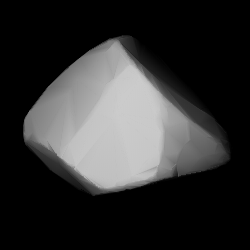
Berechnetes 3D-Modell von (162) Laurentia

Photometrische Beobachtungen von (162) Laurentia erfolgten erstmals vom 29. Januar bis 1. März 1970 am Kitt-Peak-Nationalobservatorium in Arizona. Aus der in drei Nächten aufgezeichneten Lichtkurve wurde eine Rotationsperiode von 6,490 h abgeleitet, aber auch der doppelte Wert von 12,98 h wurde als möglich angesehen. Weitere Messungen wurden vom 18. November bis 10. Dezember 1984 an der Anderson Mesa Station des Lowell-Observatoriums in Arizona durchgeführt. Die zuvor bestimmte Rotationsperiode konnte aber nicht bestätigt werden, dann es wurde hier ein Wert von 11,87 h erhalten.
Bei Asteroiden mit Rotationsperioden von ungefähr einem halben oder ganzzahligen Erdtag kann an einem Observatorium oft nur eine unvollständige Lichtkurve aufgenommen werden, da in jeder Nacht immer wieder derselbe Abschnitt der Lichtkurve erfasst wird. Neue Messungen wurden daher vom 22. März bis 21. April 2007 in einer Zusammenarbeit zwischen dem Kingsgrove Observatory in Australien und dem Dark Rosanne Observatory in Connecticut vorgenommen. Die kombinierte Lichtkurve konnte zu einer Rotationsperiode von 11,8686 h ausgewertet werden, was die Messung aus 1984 bestätigte.
Eine Auswertung von archivierten Lichtkurven des United States Naval Observatory in Arizona und der Catalina Sky Survey ermöglichte einer Forschergruppe in einer Untersuchung von 2011 mit der Methode der konvexen Inversion die Erstellung von Gestaltmodellen und die Bestimmung von zwei alternativen Positionen der Rotationsachse mit einer prograden Rotation. Die Rotationsperiode wurde zu 11,8692 h gefunden. Eine Durchmusterung im Rahmen der Palomar Transient Factory (PTF) am Palomar-Observatorium in Kalifornien ab 2009 ermöglichte in einer Untersuchung von 2015 auch die Bestimmung der Rotationsperiode von (162) Laurentia zu etwa 11,869 h. Aus thermischen Infrarot-Daten wurde außerdem ein Durchmesser von 96,8 ± 0,5 km abgeleitet.
Auch 2021 konnte aus archivierten Daten und photometrischen Messungen von Gaia DR2 erneut eine Rotationsachse mit prograder Rotation berechnet werden. Die Rotationsperiode wurde wieder zu 11,8692 h bestimmt. Aus archivierten Daten des Asteroid Terrestrial-impact Last Alert System (ATLAS) aus dem Zeitraum 2015 bis 2018 konnte in einer Untersuchung von 2022 mit der Methode der konvexen Inversion eine Rotationsperiode von 11,8688 h berechnet werden.